# Nertobriga reversa
Nertobriga reversa är en fjärilsart som beskrevs av Walker 1864. Nertobriga reversa ingår i släktet Nertobriga och familjen trågspinnare. Inga underarter finns listade i Catalogue of Life.